# Kai Nyborg
Kai Nyborg (født 6. april 1922 i Sønderborg, død 22. april 2008) var en dansk legetøjsforhandler og politiker som var medlem af Folketinget for Fremskridtspartiet 1973-1979 og medlem af Europa-Parlamentet fra 1973 til 1984.
Han skiftede parti til Det Konservative Folkeparti i 1983.
Nyborg var legetøjsforhandler og havde også arbejdet i forsikringsbranchen i 10 år. Han var formand for Danmarks Legetøjshandlerforening i 4 år og bestyrelsesmedlem i Europäische Spielzeug Einzelhändler Verband (tysk for: Den europæiske sammenslutning af legetøjsforhandlere).
I 1973 blev Nyborg opstillet til Folketinget for Fremskridtspartiet i Nykøbing Falster-kredsen. Han blev valgt og sad i Folketinget fra 4. december 1973 til 30. september 1979 hvor han nedlagde sit mandat og blev afløst i Folketinget af Frede Tandrup Jensen.
Folketinget valgte ham til Europa-Parlamentet fra 1973 til 1979. Han var i starten løsgænger i Europa-Parlamentet, men tilsluttede sig De europæiske fremskridsdemokraters gruppe (DEP) i december 1974. Ved det første direkte valgt til Europa-Parlamentet i 1979 blev han valgt til Europa-Parlamentet for Fremskridtspartiet med 45.048 personlige stemmer. Han skiftede fra Fremskridtspartiet til Det Konservative Folkeparti 24. oktober 1983.